# 土星 (杂志)

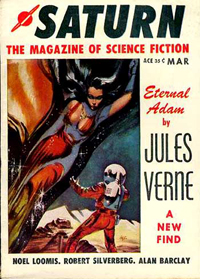
利奥·萨默斯绘制的创刊号封面

《土星》（英語：Saturn）是1957年面世的美国科幻杂志，但因销售疲软，出版商罗伯特·斯普劳尔仅五期后就将作品体裁改成冷硬派侦探小说，以色情和暴力为主要特色，杂志更名《土星网络侦探故事杂志》（Saturn Web Detective Story Magazine），第二年缩短成《网络侦探故事》（Web Detective Stories）。1962年，杂志又改名《网络恐怖故事》（Web Terror Stories），文体以诡异威胁为主，这类作品通常会在最后揭示文中的超自然现象其实都有科学或逻辑解释。
前五期杂志由唐纳德·沃尔海姆主编，刊登的文章作者不乏名家，如羅伯特·海萊因、霍华德·菲利普斯·洛夫克拉夫特和哈兰·艾里森，但因预算太少无法保持小说品质。此后杂志主编身份不明，内容一直强调暴力与性，许多小说包含折磨女人的内容。斯普劳尔于1965年把杂志停刊，共计发行27期。

## 出版史
| 年 | 一月 | 二月 | 三月 | 四月 | 五月 | 六月 | 七月 | 八月 | 九月 | 十月 | 十一月 | 十二月 |
| --- | ---- | ---- | ---- | ---- | ---- | ---- | ---- | ---- | ---- | ---- | ------ | ------ |
| 1957 |      |      | 1/1  |      | 1/2  |      | 1/3  |      |      | 1/4  |        |        |
| 1958 |      |      | 1/5  |      |      |      |      | 1/6  |      | 2/1  |        |        |
| 1959 |      | 2/2  |      | 2/3  |      |      | 2/3  |      | 2/4  |      |        | 2/5    |
| 1960 |      | 2/6  |      |      |      | 3/1  |      | 3/2  |      | 3/3  |        |        |
| 1961 | 3/4  |      |      |      | 3/5  |      |      |      | 3/6  |      |        |        |
| 1962 |      |      |      |      |      |      |      | 4/1  |      |      |        |        |
| 1963 |      |      | 4/2  |      |      |      |      |      |      |      | 4/3    |        |
| 1964 |      |      |      | 4/4  |      |      |      | 4/5  |      |      | 4/6    |        |
| 1965 |      | 5/1  |      |      |      | 5/2  |      |      |      |      |        |        |
| 颜色代表杂志更名，按顺序分别是《土星：科幻杂志》（蓝）、《土星网络侦探故事杂 志》（紫）、《网络侦探故事》（绿），最后是《网络恐怖故事》（红） |      |      |      |      |      |      |      |      |      |      |        |        |

20世纪50年代科幻杂志激增，十年间共有数十种问世。亚伦·温斯坦（A. A. Wyn）旗下杂志出版集团包括乔·斯普劳尔（Joe Sproul）担任总经理的王牌新闻公司，乔的儿子罗伯特·斯普劳尔（Robert C. Sproul）与温斯坦已经出版《必火侦探》（Sure Fire Detective）和《发疯》（Cracked）等低成本杂志。罗伯特决定借市场东风新发科幻杂志分一杯羹，他请来为温斯坦旗下王牌图书（Ace Books）工作的唐纳德·沃尔海姆（Donald A. Wollheim）合作，《土星》就此诞生。
创刊号标记日期是1957年3月，杂志标头将罗伯特·斯普劳尔列为主编，沃尔海姆是“编辑顾问”，但编辑工作其实都是他完成。创刊号还有附标题“科幻杂志”，第二期改成“奇幻与科幻杂志”（Magazine of Fantasy & Science Fiction），第三至五期又改为“科幻与奇幻”（Science Fiction and Fantasy）。
杂志销售疲软，斯普劳尔从第三期开始把《土星》从128页削减到112页，沦为市场上最短的科幻杂志。杂志本是双月刊，但第四期就延迟一个月，此后一直没有恢复规律发行周期。从1958年8月的第六期开始，出版商放弃科幻文学，改为刊登侦探小说，书名也变成《土星网络侦探故事杂志》。书名和体裁变更本应属于全新杂志，但为维持二等邮寄许可，斯普劳尔保留原杂志标题中的“土星”字样。
几个月后，杂志标题缩短成《网络侦探故事》，但销量依然不见好转，中断发行近一年后于1962年改名《网络恐怖故事》，但只发行八期便于1965年停刊，估计是因为出版商的兴趣已经转向电影怪物杂志。

## 内容和评价

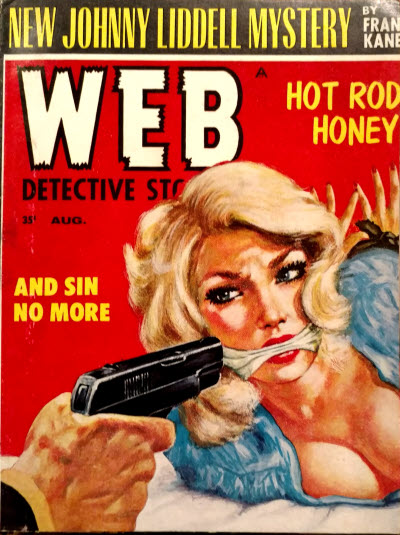
1960年8月刊封面

斯普劳尔向沃尔海姆提供的预算很低，导致文章品质参差不齐。沃尔海姆为创刊号封面选择的推广小说是《永恒亚当》（Eternal Adam），是儒勒·凡尔纳立意遥远未来的作品，此前从未译成英语。该文是《土星》少有的名家名篇，但创刊号刊载的其他作品平淡无奇，两篇从英国《新世界》（New Worlds）杂志转载，还有一篇估计就是沃尔海姆署化名的自创。虽然预算有限，但杂志依然偶有佳作。第四期刊有羅伯特·海萊因十年前的作品《象之旅》（Elephant Circuit，后更名《大象旅行者》），沃尔海姆还与许多名家达成交易，如哈兰·艾里森、考德懷納·史密斯、克拉克·阿什頓·史密斯、玛丽昂·齐默·布拉德利、达蒙·奈特（Damon Knight）、戈登·迪克森（Gordon R. Dickson）、杰克·万斯和霍华德·菲利普斯·洛夫克拉夫特。据科幻史学家乔·桑德斯（Joe Sanders）和迈克·阿什利（Mike Ashley）所述：“这些小说……让人感觉是从书桌抽屉无人问津的角落里翻出来”，但也偶有“意外惊喜”。《土星》颇具人气，发行一年后在爱好者杂志《科幻时代》（Science-Fiction Times）的“最喜欢杂志”民意调查中排名第二。1958年3月号刊登雷·卡明斯（Ray Cummings）的《小行星安魂曲》（Requiem for a Small Planet）；卡明斯是20世纪20年代人气极高的科幻作家，本文与他的许多作品一样以无限小世界为背景，是他最后一篇在科幻杂志首发的文章。第五期杂志刊有纪实作品《红旗在月球上飘扬》（Red Flag Over the Moon），警告读者苏联占领月球的风险。桑德斯和阿什利认为这种极其露骨的炒作文章说明“杂志财务状况恶化”。

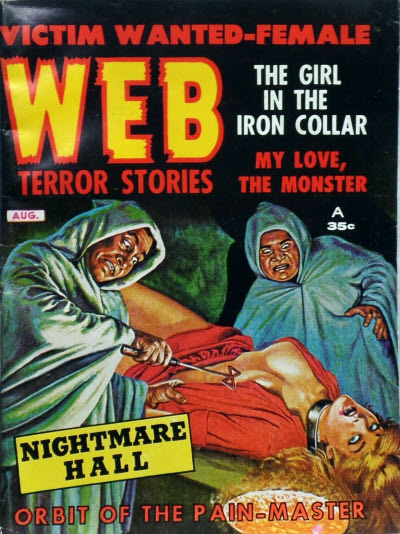
1962年8月杂志封面

杂志更名后改为刊登冷硬派小说，文章强调色情与暴力，采用诸如《妒夫》之类标题。1960年8月《网络侦探故事》刊登爱德华·D·霍克的《永恒谋杀》（Murder is Eternal），神秘文学评论员乔恩·布林（Jon Breen）认为该文“非常冷酷”。1962年更名《网络恐怖故事》后，杂志刊登的小说色情和性虐待内容更加突出，斯普劳尔还开始刊登20世纪30年代颇为热门的诡异威胁小说，这类作品通常会在最后揭示文中的超自然现象其实都有科学或逻辑解释。杂志偶尔还会刊载科幻或奇幻小说，例如约翰·杰克斯（John Jakes）载于1962年8月刊的《怪物我爱》（My Love, the Monster），马里恩·齐默·布拉德利的吸血鬼题材作品《血之叛变》（Treason of the Blood），以及亚瑟·戈登（Arthur P. Gordon）的科幻小说《痛苦大师的轨迹》（Orbit of the Pain-Masters），桑德斯和阿什利认为最后一篇“哪怕按老纸浆杂志的标准都太垃圾”。两人还称，之后的杂志文章基本上就是用各种方法折磨女人。
桑德斯和阿什利认为利奥·萨默斯绘制的创刊号封面“平淡无奇”；前四期杂志的内页插图由约翰·吉恩塔（John Giunta）提供。

## 书目详细信息
沃尔海姆只主编前五期科幻杂志，接手刊登侦探小说的主编身份不明。杂志自始至终都是文摘尺寸，前两期128页，之后改为112页，只有最后一期160页。每六期杂志为一卷，但1959年连续两期杂志都标为第二卷第三期，所以第二卷共有七期。杂志前25期定价35美分，最后两期涨至50美分。《土星》前三期是双月刊，但之后难得保持，大部分间隔超过一个月。杂志由亚伦·温斯坦和罗伯特·斯普劳尔所有的坎达出版公司（Candar Publishing Company, Inc.）发行，总部位于马萨诸塞州霍利奥克，编辑部设在曼哈頓。

## 脚注
1. 1 2 3 4 5  Saturn/Web Detective Stories/Web Terror Stories & Galactic Central.
2. ↑  Ashley (1977), pp. 323–325.
3. ↑  Ashley (1978), pp. 270–271.
4. 1 2 3 4 5 6 7 8 9  Ashley (2005), pp. 177–179.
5. 1 2 3 4 5 6 7 8 9 10 11 12 13 14 15 16 17  Sanders & Ashley (1985), pp. 497–500.
6. ↑  Kielbowicz (1995), pp. 21–22.
7. 1 2 3 4  Cook (1983), pp. 462–463.
8. ↑  Cotter (2008), p. 1.
9. 1 2  Ashley, Nicholls & Langford 2015
10. ↑  Breen (Spring 2008), reprinted in Breen (2008), p.66.
11. ↑  Jones (1975), p. xv.